# Myszołap rdzawoskrzydły
Myszołap rdzawoskrzydły (Butastur rufipennis) – gatunek średniej wielkości ptaka drapieżnego z rodziny jastrzębiowatych (Accipitridae). Występuje w pasie od zachodniej do środkowo-wschodniej Afryki. Nie wyróżnia się podgatunków. Nie jest zagrożony wyginięciem.
Zasięg występowaniaSenegambia na wschód do Etiopii; migruje na południe po Sierra Leone, Kamerun, północno-wschodnią Demokratyczną Republikę Konga, Kenię i północną Tanzanię.
Morfologia
Długość ciała 39–44 cm, rozpiętość skrzydeł 92–106 cm (inne źródło podaje, odpowiednio, 30–35 cm i 90 cm). Masa ciała: samce 310–340 g, samice 300–380 g. Siedząc, przypomina pustułkę, w locie błotniaka, z mniejszej odległości jest jednak bardzo charakterystyczny.
Ekologia i zachowanieJego środowisko to głównie sawanna, zakrzewienia i półpustynie. Jest ptakiem wędrownym, przemieszcza się ze swych suchszych terenów lęgowych, gdzie spędza porę deszczową, do bardziej zadrzewionych obszarów w okresie suchym.
Jest głównie owadożerny, żywi się pasikonikami, modliszkami, chociaż zjada również młode ptaki, ssaki i węże. Jest znany ze swego zwyczaju polowania wokół płonących traw i nad spalonymi obszarami, gdzie chwyta uciekające lub widoczne w spalonym gruncie zwierzęta.
Gniazduje zazwyczaj na niskim drzewie, buduje głębokie gniazdo i wyścieła je liśćmi. Samica składa od 1 do 3 niebieskawobiałych jaj z nielicznymi ciemnymi plamkami.
StatusMiędzynarodowa Unia Ochrony Przyrody (IUCN) uznaje myszołapa rdzawoskrzydłego za gatunek najmniejszej troski (LC – least concern) nieprzerwanie od 1988 roku. Liczebność populacji szacuje się na 20–50 tysięcy dorosłych osobników. Trend liczebności populacji uznaje się za spadkowy.